# Антоний (Смирницкий)
Архиепископ Антоний (в миру Авраамий Гаврилович Смирницкий; 29 октября [9 ноября] 1773, Полтавская губерния — 20 декабря 1846 [1 января 1847], Воронеж) — епископ Русской православной церкви, архиепископ Воронежский и Задонский.
Местночтимый святой Воронежской и Липецкой епархий с 26 мая 2003 года. В 2008 году на Архиерейском соборе Русской православной церкви прославлен для общецерковного почитания. Память — 20 декабря (2 января).

## Жизнеописание
Авраамий родился 29 октября (9 ноября) 1773 года в селе Повстин Пирятинского уезда Полтавской губернии (ныне Пирятинский район, Полтавская область, Украина) в многодетной семье протоиерея. Учился грамоте по Часослову и Псалтири, читал и пел на клиросе, помогая отцу как псаломщик. Фамилию Смирницкий получил в школе за свое смирение, которым отличался с детства и которое не утратил и во всю последующую жизнь.
Высшее богословское образование получил в Киевской духовной академии. По окончании курса в 1796 году он хотел принять место полкового священника, но, не получив на это благословения митрополита Киевского Самуила, сказавшего на смертном одре, что «Смирницкому другие пути назначены», в августе 1796 года поступил в Киевско-Печерскую лавру, где 21 февраля 1797 года митрополитом Киевским Иерофеем (Малицким) был пострижен в монашество с наречением имени в честь прп. Антония Киево-Печерского; 21 апреля 1797 года тем же митрополитом рукоположен во иеродиакона. Сначала ему было поручено заведование лаврской библиотекой; 20 ноября 1799 года митрополитом Киевским Гавриилом (Бэнулеско-Бодони) был рукоположен во иеромонаха, 25 января 1808 года митрополитом Киевским Серапионом (Александровским) назначен заведующим лаврской типографией.
С первых дней иночества Антоний отдался подвигам воздержания, молитвы и смирения; имущества никакого не имел, носил грубую власяницу, всё получаемое раздавал нищим. Всё это снискало ему глубокое уважение. С 20 сентября 1814 года он был определён начальником Ближних пещер, тогда же подал прошение о постриге в схиму, но не получил разрешения митрополита.
Со 2 января 1815 года стал наместником лавры и в 1817 году митрополитом Серапионом был возведён в сан архимандрита. В лавре установил еженедельное чтение братией акафиста Успению Божией Матери в благодарность за спасение Киева в 1812 году от нашествия французских войск. В 1816 году император Александр I, посещавший в киево-печерской лавре подвижника схимонаха Вассиана, с глубоким почтением отнесся и к наместнику Антонию и при отъезде пожаловал ему наперсный крест, украшенный алмазами.

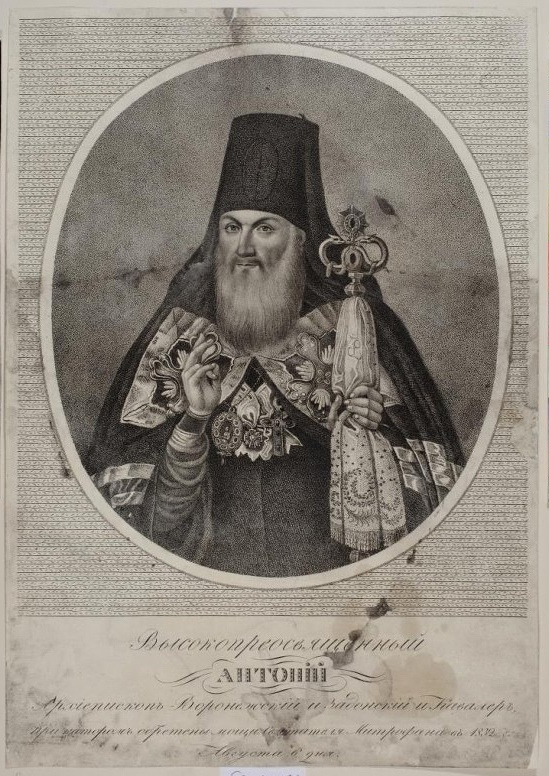
Портрет Антония, архиепископа Воронежского и Задонского, XIX в.

31 января 1826 года был хиротонисан во епископа Воронежского. Воронежская паства благоговела пред своим архиереем, пред его подвижническою жизнью. В Воронеж приходили издалёка, чтобы принять благословение Антония и выслушать его совет. Кто не мог сделать этого лично, обращался письменно, и никто не оставался без ответа и назидания. «Много лет я прожил», — обыкновенно со смирением говаривал он, — «а добрых дел нет». На обращённые к нему похвалы Антоний всегда замечал только: «Он ещё не все знает мои слабости и недостатки». Епископ Антоний был одним из инициаторов перевода на русский язык творений святых отцов, особенно прп. Ефрема Сирина, что и было осуществлено в 1829 году. Он также способствовал развитию церковного издательского дела: большими тиражами издавались иконы, акафисты, душеполезные назидания. Митрополит Антоний благословил Н. А. Мотовилова ехать в Курск и собирать сведения о родителях прп. Серафима Саровского.
Им было совершено прославление святителя Митрофана Воронежского. С 1830 года он начал готовить материалы к прославлению и впервые обратился в Святейший Синод; после 2-го донесения, 25 июня 1831 года мощи святителя были признаны Синодом нетленными и 6 августа 1832 года в сослужении члена Синода архиепископа Тверского Григория (Постникова) и 12 священников епископ Антоний возглавил торжества по открытию и обретению мощей; 6 декабря 1832 года был возведён в сан архиепископа.
Дважды, в конце 1830-х и начале 1840-х годов, он подавал императору и обер-прокурору прошения об увольнении на покой в Киево-Печерскую лавру, но получал отказы; 28 октября 1841 года в помощь ему в Воронежской епархии было учреждено Острогожское викариатство.
Будучи Воронежским архиереем, 20 мая 1846 года он сообщил Святейшему Синоду об обретении нетленных мощей святителя Тихона. В октябре 1846 года он вновь свидетельствовал перед Синодом о всенародном почитании святителя Тихона и после повторного освидетельствования мощей ходатайствовал о его прославлении.
Был награждён орденами Св. Владимира и Св. Александра Невского (13.04.1840).
Скончался 20 декабря 1846 (1 января 1847) года в Воронеже. В день смерти продиктовал замечательное по характеру «Духовное завещание своей пастве», которое, оставшись без его подписи, не получило официального статуса. Был погребён 27 декабря в Благовещенском соборе Митрофанова монастыря, в склепе возле усыпальницы святителя Митрофана. Над местом погребения была положена чугунная плита. Архиепископ Антоний завещал похоронить себя в схимническом облачении при самом входе в церковь, не ставя никакого памятника, «да вся приходящая попирают меня ногами».

## Канонизация
В 1914 году в Воронеже была создана комиссия, которая осматривала останки святителя Антония, и при вскрытии склепа оказалось, что гроб, в котором находилось нетленное тело и сохранившиеся одежды, сгнил и при прикосновении к нему рассыпался. Тогда же тело почившего владыки было переложено в новый гроб, а вход в могилу замурован. Трудами архимандрита Александра (Кременецкого) и А. А. Полянского на пожертвования почитателей архиепископа Антония над могилой была устроена часовня-усыпальница и мраморное надгробие.
К Поместному собору Православной российской церкви 1917—1918 годов были подготовлены соответствующие материалы для канонизации преосвященного Антония.
По благословению патриарха Московского и всея Руси Алексия II 26 мая 2003 года митрополит Астанайский и Алма-Атинский Мефодий (Немцов) совершил причисление архиепископа Воронежского и Задонского святителя Антония (Смирницкого) к лику святых Воронежской и Борисоглебской епархии.
В 2008 году на Архиерейском соборе Антоний Воронежский прославлен для общецерковного почитания.